# Тирза (река)
Ти́рза (латыш. Tirza, Tierza; около истока также — Ва́скупите; латыш. Vaskupīte) — река в Латвии, течёт по территории Гулбенского, Цесисского и Мадонского краёв. Правый приток верхнего течения Гауи.
Длина — 80 км. Вытекает из озера Эзерниеку на высоте 240,6 м над уровнем моря (согласно другим данным, начинается в лесистой местности юго-восточнее озера Эзерниеку) в центральной части Пиебалгского всхолмления Видземской возвышенности. Устье Тирзы находится на высоте 84 м над уровнем моря, в 314 км по правому берегу Гауи, около Леясциемса. Уклон — 2 м/км, падение — 157 м. Площадь водосборного бассейна — 754 км² (по другим данным — 803 км²). Объём годового стока — 0,18 км³.
Основные притоки:
- правые: Айша, Виране, Алкшньупите, Вията, Лачупите, Судалиня;
- левые: Вилауне, Азанда, Госупе[6].